# Chlotrudis Awards/Gertrudis Award
Von 1999 bis 2003 wurde bei den Chlotrudis Awards der Gertrudis Award vergeben. Preisträger sind Schauspieler und Regisseure, die in relativ kurzer Zeit ihr Talent unter Beweis stellen konnten.

## Preisträger
| Jahr | Preisträger            |
| ---- | ---------------------- |
| 1999 | Philip Seymour Hoffman |
| 2000 | Catherine Keener       |
| 2001 | Alan Cumming           |
| 2002 | Scarlett Johansson     |
| 2003 | Glenn Fitzgerald       |